# Maytenus emarginata
Maytenus emarginata là một loài thực vật có hoa trong họ Dây gối. Loài này được (Ruiz & Pav.) Loes. mô tả khoa học đầu tiên.